# Formule E 2022/2023
Sezóna 2022/2023 závodů Formule E byla devátou sezónou šampionátu Formule E pořádaného Mezinárodní automobilovou federací FIA, který je nejvyšším mistrovství v kategorii monopostů na elektrický pohon. Vítěz šampionátu mezi jezdci i týmy se označuje také jako mistr světa vozů Formule E.
Titul ze sezóny 2021/2022 obhajoval Belgičan Stoffel Vandoorne, mezi týmy německý tým Mercedes-EQ Formula E Team svou první pozici neobhajoval, protože ze šampionátu odstoupil.
Mistrem světa mezi jezdci se stal Brit Jake Dennis závodící za tým Avalanche Andretti, mezi týmy pak Envision Racing před svým dodavatelem motorů Jaguar TCS Racing. Šampionát byl napínavý až do samotného konce, oba tituly se udělovaly až v posledním závodním víkendu v Londýně: mezi jezdci po závodě 15 z 16, mezi týmy až po posledním.

## Týmy a jezdci

### Jezdci

#### Změny před sezónou
- Dne 25. června 2022 oznámil jezdec týmu TAG Heuer Porsche André Lotterer, že nebude soutěžit v šampionátu Formule E, ale v roce 2023 dá přednost vytrvalostním závodům World Endurance Championship, kde pojede také s Porsche v kategorii LMDh Hypercar.[1] Dne 6. září 2022 oznámil, že nahradí v týmu Avalanche Andretti odchazejícího jezdece Olivera Askewa.[2]
- Dne 7. července oznámil Alexander Sims, že se v roce 2023 nezúčastní šampionátu Formule E.[3] Jako jeho náhrada byl 12. srpna 2022 oznámen Lucas di Grassi, který přišel z týmu ROKiT Venturi Racing a stal se týmovým kolegou Olivera Rowlanda.[4]
- Dne 15. srpna 2022 oznámil António Félix da Costa, že přestupuje z DS Techeetah do týmu TAG Heuer Porsche Formula E Team, kde nahradil Andrého Lotterera.[5]
- Dne 23. srpna 2022 tým Nissan zveřejnil zcela nové složení jezdců, kdy v novém ročníku budou soutěžit Sacha Fenestraz (první závod si připsal v předcházející sezóně s týmem Dragon) a Norman Nato, který naposled závodil v týmu Jaguar.[6]
- Ve stejný den oznámil také tým NEOM McLaren svého nového jezdce, kterým bude René Rast.[7] Ten se do Formule E vrací po jedné vynechané sezóně; v sezóně 2020/21 soutěžil s týmem Audi Sport ABT Schaeffler.
- Dne 24. srpna oznámil své jezdce tým ABT CUPRA. Závodit za něj budou Nico Müller, která závodil s týmem Dragon v šesté a sedmé sezóně, a Robin Frijns, který přestoupil z týmu Envision.[8]
- Dne 6. září oznámil tým Avalanche Andretti, že do svých služeb podepsal Andrého Lotterera, který původně měl v roce 2023 jezdit jen vytrvalostní závody.[9]
- Dne 14. září oznámil tým NIO 333, že pro něj v nové sezóně bude závodit Sérgio Sette Câmara, který přestoupil z týmu Dragon Racing. Nahradil tak Olivera Turveyho, který skončil v šampionátu.[10]
- Tým Envision Racing 4. října 2022 zveřejnil, že k němu přestupuje Sébastien Buemi po osmi sezónách s Nissanem.[11]
- Dne 8. října 2022 oznámil Nyck de Vries, že v sezóně 2023 bude závodit ve Formuli 1 v týmu Scuderia AlphaTauri, díky čemuž se nezúčastní šampionátu Formule E.[12]
- Stoffel Vandoorne a Jean-Éric Vergne byli dne 12. října 2022 představeni jako noví týmoví kolegové v nově vytvořeném týmu DS Penske.[13] Antonio Giovinazzi, který za Penske závodil v předchozí sezóně, opustil šampionát.
- Tým Maserati MSG dne 3. listopadu 2022 zveřejnil, že Maximilian Günther se stane členem týmu poté, co opustil tým Nissan.[14]
- Dne 29. listopadu 2022 ohlásil tým NEOM McLaren, že jejich pilotem se stane Jake Hughes, který v předešlých letech působil jako plnohodnotný testovací a vývojový jezdec pro Mercedes-EQ.[15]

#### Změny během sezóny
- Jezdec týmu ABT CUPRA Robin Frijns si při úvodní EPrix Mexika 2023 vinou nehody zlomil zápěstí. Nemohl se tak zúčastnit dvojzávodu v Ad-Diriyah. Nahradil jej nahradil pilot cestovních vozů a závodník v kategorii GT Kelvin van der Linde, který již ve Formuli E testoval pro tým Audi v roce 2020.[16]
- André Lotterer se nezúčastnil dvojzávodu v Jakartě, protože ve stejný den se konal oficiální testovací den k závodu 24 hodin Le Mans. Pro závody Formule E jej nahradil závodník seriálu Formule 2 a rezervní jezdec Porsche David Beckmann.[17]
- Oliver Rowland ukončil po EPrix Monaka 2023 spolupráci s týmem Mahindra. Pro závody v Jakartě a Portlandu jej nahradil bývalý jezdec ve Formuli 1 a cestovních vozech Roberto Merhi, který si tak odbyl i svůj debut v další závodní sérii.[18]

### Týmy

#### Změny před sezónou
- Tým Mercedes-EQ opustil šampionát po třech sezónách, kdy v letech 2020/21 a 2021/22 získal tituly jak v týmech, tak mezi jezdci.[19] Účastnické místo a veškeré další náležitosti odkoupil tým McLaren,[20] který bude v závodech využívat pohonné jednotky Nissan.[21]
- Dne 10. ledna 2022 oznámila automobilka Maserati svůj vstup do Formule E od sezóny 2022/23, čímž se stala prvním italským výrobcem v soutěži.[22] Později, v dubnu 2022, bylo oznámeno, že Maserati uzavřelo několikaletý kontrakt s týmem ROKiT Venturi Racing. Maserati se tak stane dodavatelem motorů pro soutěže poprvé od 50. let 20. století, kdy odstoupila z Formule 1.[23]
- V dubnu 2022 oznámil Nissan, že kompletně přebírá tým e.dams a mění jméno na Nissan Formula E Team.[24]
- V květnu 2022 oznámil ABT Sportsline, jeden z nejdéle kooperujících týmů s automobilkou Audi, že se vrátí do šampionátu pod značkou ABT CUPRA.[25] Pro závody budou využívat pohonné jednotky Mahindra.
- V květnu 2022 oznámil dodavatel motorů DS a tým Techeetah, že po 4 sezónách ukončují své partnerství.[26] DS se rozhodl dodávat pohonné jednotky týmu Penske, který byl v minulosti partnerem již neexistujícího týmu Dragon.[13] Techeetah se nezúčastnil sezóny 2022/23, ale očekává, že se do následující sezóny 2023/24 vrátí.[27]

### Startovní listina
Všechny týmy využívají šasi Spark-Renault Formula E Gen3 a pneumatiky Hankook.
| Tým                              | Motor                 | No. | Jezdec                 | Závod      |
| -------------------------------- | --------------------- | --- | ---------------------- | ---------- |
| DS Penske                        | DS E-Tense FE23       | 1   | Stoffel Vandoorne      | Vše        |
| DS Penske                        | DS E-Tense FE23       | 25  | Jean-Éric Vergne       | Vše        |
| NIO 333 Racing                   | NIO 333 ER9           | 3   | Sérgio Sette Câmara    | Vše        |
| NIO 333 Racing                   | NIO 333 ER9           | 33  | Dan Ticktum            | Vše        |
| ABT CUPRA Formula E Team         | Mahindra M9Electro    | 4   | Robin Frijns           | 1, 6–16    |
| ABT CUPRA Formula E Team         | Mahindra M9Electro    | 4   | Kelvin van der Linde   | 2–5        |
| ABT CUPRA Formula E Team         | Mahindra M9Electro    | 51  | Nico Müller            | Vše        |
| Neom McLaren Formula E Team      | Nissan e-4ORCE 04     | 5   | Jake Hughes            | Vše        |
| Neom McLaren Formula E Team      | Nissan e-4ORCE 04     | 58  | René Rast              | Vše        |
| Maserati MSG Racing              | Maserati Tipo Folgore | 7   | Maximilian Günther     | Vše        |
| Maserati MSG Racing              | Maserati Tipo Folgore | 48  | Edoardo Mortara        | Vše        |
| Mahindra Racing                  | Mahindra M9Electro    | 8   | Oliver Rowland         | 1–9        |
| Mahindra Racing                  | Mahindra M9Electro    | 8   | Roberto Merhi          | 10–16      |
| Mahindra Racing                  | Mahindra M9Electro    | 11  | Lucas di Grassi        | Vše        |
| Jaguar TCS Racing                | Jaguar I-Type 6       | 9   | Mitch Evans            | Vše        |
| Jaguar TCS Racing                | Jaguar I-Type 6       | 10  | Sam Bird               | Vše        |
| TAG Heuer Porsche Formula E Team | Porsche 99X Electric  | 13  | António Félix da Costa | Vše        |
| TAG Heuer Porsche Formula E Team | Porsche 99X Electric  | 94  | Pascal Wehrlein        | Vše        |
| Envision Racing                  | Jaguar I-Type 6       | 16  | Sébastien Buemi        | Vše        |
| Envision Racing                  | Jaguar I-Type 6       | 37  | Nick Cassidy           | Vše        |
| Nissan Formula E Team            | Nissan e-4ORCE 04     | 17  | Norman Nato            | Vše        |
| Nissan Formula E Team            | Nissan e-4ORCE 04     | 23  | Sacha Fenestraz        | Vše        |
| Avalanche Andretti Formula E     | Porsche 99X Electric  | 27  | Jake Dennis            | Vše        |
| Avalanche Andretti Formula E     | Porsche 99X Electric  | 36  | André Lotterer         | 1–9, 12–16 |
| Avalanche Andretti Formula E     | Porsche 99X Electric  | 36  | David Beckmann         | 10–11      |

## Kalendář závodů
| Závod | ePrix                | Země                  | Okruh                                | Datum             |
| ----- | -------------------- | --------------------- | ------------------------------------ | ----------------- |
| 1     | ePrix Mexico City    | Mexiko                | Autódromo Hermanos Rodríguez         | 14. ledna 2023    |
| 2     | ePrix Ad Diriyah     | Saúdská Arábie        | Riyadh Street Circuit                | 27. ledna 2023    |
| 3     | ePrix Ad Diriyah     | Saúdská Arábie        | Riyadh Street Circuit                | 28. ledna 2023    |
| 4     | ePrix Hajdarábádu    | Indie                 | Hyderabad Street Circuit             | 11. února 2023    |
| 5     | ePrix Kapského města | Jihoafrická republika | Cape Town Street Circuit             | 25. února 2023    |
| 6     | ePrix São Paula      | Brazílie              | São Paulo Street Circuit             | 25. března 2023   |
| 7     | ePrix Berlína        | Německo               | Tempelhof Airport Street Circuit     | 22. dubna 2023    |
| 8     | ePrix Berlína        | Německo               | Tempelhof Airport Street Circuit     | 23. dubna 2023    |
| 9     | ePrix Monaka         | Monako                | Circuit de Monaco                    | 6. května 2023    |
| 10    | ePrix Jakarty        | Indonésie             | Jakarta International e-Prix Circuit | 3. června 2023    |
| 11    | ePrix Jakarty        | Indonésie             | Jakarta International e-Prix Circuit | 4. června 2023    |
| 12    | ePrix Portlandu      | USA                   | Portland International Raceway       | 24. června 2023   |
| 13    | ePrix Říma           | Itálie                | Circuito Cittadino dell'EUR          | 15. července 2023 |
| 14    | ePrix Říma           | Itálie                | Circuito Cittadino dell'EUR          | 16. července 2023 |
| 15    | ePrix Londýna        | Spojené království    | ExCeL London                         | 29. července 2023 |
| 16    | ePrix Londýna        | Spojené království    | ExCeL London                         | 30. července 2023 |

V původních plánech byl kalendář naplánován tak, že se měl vrátit zpět formát známý z prvních sezon – tedy zahájení před koncem kalendářního roku a zakončení v době evropského léta. Nicméně, datumy zůstaly přibližně stejné jako v uplynulých dvou sezónách. Začátek je tedy naplánován v prvních měsících kalendářního roku a konec je v letních měsících.

### Změny v kalendáři
- Poprvé bude celý šampionát zahájen ePrix Mexico City, v předchozí sezóně byla zahajovací ePrix v Saúdské Arábii, ePrix Ad Diriyah 2022.
- Do kalendáře přibyla ePrix Hajdarábádu poté, co byly první dohody podepsány v lednu 2022. Bude se jednat o první soutěžní závod pod hlavičkou FIA od Velké ceny Indie vozů Formule 1 v roce 2013.[50]
- Nově se pojede také ePrix São Paula, která neúspěšně usilovala o zařazení do kalendáře již pro sezónu 2017/18.[51][54]
- Trať ePrix Soulu měla doznat změn kvůli úpravám okolí Olympijského stadionu, ale nakonec nebyla do kalendáře vůbec zařazena.[55]
- V rámci ePrix Jakarty, která se poprvé jela v roce 2022, se v této sezóně pojedou dva závody.
- ePrix Marrákeše se nevrátí do kalendáře. Poslední závod se v Maroku jel v sezóně 2021/22, a to jako náhrada za zrušenou ePrix Vancouveru.[56]
- Poté, co nemohla být uspořádána ePrix Kapského města v sezóně 2021/22, se pojede poprvé v tomto ročníku.[55]
- Po zrušení ePrix Paříže v sezóně 2021/22 kvůli pandemickým opatřením se měla ePrix vrátit, ale v původním kalendáři závodů se neobjevila.[57]
- Závod v USA změnil lokaci – z původní ePrix New York City, která se jela na okruhu v Brooklynu, se po přesunu stala ePrix Portlandu. Uskuteční se tak na opačné straně země, novou tratí v kalendáři se tak stane Portland International Raceway ve státě Oregon. Pro účely závodů Formule E se očekávají úpravy stávající tratě, která měří 3,166 km.[58][59]

## Výsledky a pořadí

### ePrix
| Round | Race         | Pole position      | Nejrychlejší kolo | Vítězný jezdec         | Vítězný tým                      | Výsledky |
| ----- | ------------ | ------------------ | ----------------- | ---------------------- | -------------------------------- | -------- |
| 1     | Mexico City  | Lucas di Grassi    | Jake Dennis       | Jake Dennis            | Avalanche Andretti Formula E     | Výsledky |
| 2     | Ad Diriyah   | Sébastien Buemi    | René Rast         | Pascal Wehrlein        | TAG Heuer Porsche Formula E Team | Výsledky |
| 3     | Ad Diriyah   | Jake Hughes        | Sam Bird          | Pascal Wehrlein        | TAG Heuer Porsche Formula E Team | Výsledky |
| 4     | Hajdarábád   | Mitch Evans        | Nico Müller       | Jean-Éric Vergne       | DS Penske                        | Výsledky |
| 5     | Kapské město | Sacha Fenestraz    | Jean-Éric Vergne  | António Félix da Costa | TAG Heuer Porsche Formula E Team | Výsledky |
| 6     | São Paulo    | Stoffel Vandoorne  | Sam Bird          | Mitch Evans            | Jaguar TCS Racing                | Výsledky |
| 7     | Berlín       | Sébastien Buemi    | Jake Dennis       | Mitch Evans            | Jaguar TCS Racing                | Výsledky |
| 8     | Berlín       | Robin Frijns       | Sébastien Buemi   | Nick Cassidy           | Envision Racing                  | Výsledky |
| 9     | Monako       | Jake Hughes        | Jake Dennis       | Nick Cassidy           | Envision Racing                  | Výsledky |
| 10    | Jakarta      | Maximilian Günther | Sébastien Buemi   | Pascal Wehrlein        | TAG Heuer Porsche Formula E Team | Výsledky |
| 11    | Jakarta      | Maximilian Günther | Jake Dennis       | Maximilian Günther     | Maserati MSG Team                | Výsledky |
| 12    | Portland     | Jake Dennis        | Mitch Evans       | Nick Cassidy           | Envision Racing                  | Výsledky |
| 13    | Řím          | Mitch Evans        | Mitch Evans       | Mitch Evans            | Jaguar TCS Racing                | Výsledky |
| 14    | Řím          | Jake Dennis        | Jean-Éric Vergne  | Jake Dennis            | Avalanche Andretti Formula E     | Výsledky |
| 15    | Londýn       | Mitch Evans        | André Lotterer    | Mitch Evans            | Jaguar TCS Racing                | Výsledky |
| 16    | Londýn       | Nick Cassidy       | Jake Dennis       | Nick Cassidy           | Envision Racing                  | Výsledky |

Vysvětlivky
1. ↑  Nico Müller zaznamenal nejrychlejší kolo závodu, ale protože se neumístil mezi nejlepšími 10 v cíli, získal extra bod za nejrychlejší kolo Norman Nato.
2. ↑  Jake Dennis zaznamenal nejrychlejší kolo závodu, ale protože se neumístil mezi nejlepšími 10 v cíli, získal extra bod za nejrychlejší kolo André Lotterer.
3. ↑  Sébastien Buemi zaznamenal nejrychlejší kolo závodu, ale protože se neumístil mezi nejlepšími 10 v cíli, získal extra bod za nejrychlejší kolo Maxmilian Günther.
4. ↑  Sébastien Buemi zaznamenal nejrychlejší kolo závodu, ale protože se neumístil mezi nejlepšími 10 v cíli, získal extra bod za nejrychlejší kolo Nick Cassidy.
5. ↑  Jean-Éric Vergne zaznamenal nejrychlejší kolo závodu, ale protože se neumístil mezi nejlepšími 10 v cíli, získal extra bod za nejrychlejší kolo Jake Dennis.
6. ↑  Mitch Evans zaznamenal nejrychlejší kolo kvalifikace a získal 3 body za zisk pole position, ale protože obdržel trest posunu o 5 míst na startovním roštu za způsobení kolize v předchozí ePrix, do závodu z prvního místa odstrartoval Nick Cassidy.
7. ↑  André Lotterer zaznamenal nejrychlejší kolo závodu, ale protože se neumístil mezi nejlepšími 10 v cíli, získal extra bod za nejrychlejší kolo Jake Hughes.

## Konečné pořadí

### Pořadí jezdců
Body byly za umístění v cíli přidělovány dle schématu níže:
| Position | 1. | 2. | 3. | 4. | 5. | 6. | 7. | 8. | 9. | 10. | Pole position | Nejrychlejší kolo |
| -------- | -- | -- | -- | -- | -- | -- | -- | -- | -- | --- | ------------- | ----------------- |
| Body     | 25 | 18 | 15 | 12 | 10 | 8  | 6  | 4  | 2  | 1   | 3             | 1                 |

| Poř. | Jezdec                 | MEX | DRH | DRH | HYD | CPT | SPL | BER | BER | MCO | JAK | JAK | PRT | RME | RME | LDN | LDN | Pts |
| ---- | ---------------------- | --- | --- | --- | --- | --- | --- | --- | --- | --- | --- | --- | --- | --- | --- | --- | --- | --- |
| 1    | Jake Dennis            | 1   | 2   | 2   | 16  | 13  | Ret | 18  | 2   | 3   | 2   | 2   | 2   | 4   | 1   | 2   | 3   | 229 |
| 2    | Nick Cassidy           | 9   | 6   | 13  | 2   | 3   | 2   | 5   | 1   | 1   | 7   | 18  | 1   | 2   | 14  | Ret | 1   | 199 |
| 3    | Mitch Evans            | 8   | 10  | 7   | Ret | 11  | 1   | 1   | 4   | 2   | Ret | 3   | 4   | 1   | Ret | 1   | 2   | 197 |
| 4    | Pascal Wehrlein        | 2   | 1   | 1   | 4   | Ret | 7   | 6   | 7   | 10  | 1   | 6   | 8   | 9   | 7   | 9   | 10  | 149 |
| 5    | Jean-Éric Vergne       | 12  | 7   | 16  | 1   | 2   | 5   | 7   | 3   | 7   | 5   | 16  | 11  | 5   | 15  | Ret | 22  | 107 |
| 6    | Sébastien Buemi        | 6   | 4   | 6   | 15  | 5   | 10  | 4   | 20  | 8   | 20  | 10  | 5   | Ret | 5   | 3   | 6   | 105 |
| 7    | Maximilian Günther     | 11  | WD  | 19  | 13  | Ret | 11  | 3   | 6   | Ret | 3   | 1   | 6   | 3   | 6   | 12  | 14  | 101 |
| 8    | Sam Bird               | Ret | 3   | 4   | Ret | DNS | 3   | 2   | 19  | 16  | 21  | DNS | 17  | Ret | 3   | 4   | 7   | 95  |
| 9    | António Félix da Costa | 7   | 18  | 11  | 3   | 1   | 4   | Ret | 5   | 15  | 8   | 7   | 3   | Ret | 12  | 16  | 16  | 93  |
| 10   | Norman Nato            | Ret | 12  | 14  | 7   | 8   | Ret | 13  | 16  | 18  | 12  | 5   | 9   | 7   | 2   | 8   | 4   | 63  |
| 11   | Stoffel Vandoorne      | 10  | 11  | 20  | 8   | 7   | 6   | Ret | 8   | 9   | 4   | 9   | 12  | 11  | 8   | 11  | 5   | 56  |
| 12   | Jake Hughes            | 5   | 8   | 5   | Ret | 10  | 8   | Ret | 18  | 5   | 10  | Ret | 18  | DNS | 11  | 10  | 19  | 48  |
| 13   | René Rast              | Ret | 5   | 3   | Ret | 4   | 9   | 17  | 13  | 17  | 15  | 15  | 14  | Ret | 13  | 14  | 12  | 40  |
| 14   | Edoardo Mortara        | Ret | Ret | 9   | 10  | Ret | Ret | 9   | Ret | 11  | 6   | 8   | Ret | Ret | 4   | 5   | 11  | 39  |
| 15   | Lucas di Grassi        | 3   | 13  | 15  | 14  | WD  | 13  | 11  | 12  | 12  | 14  | 14  | 7   | Ret | Ret | 6   | 18  | 32  |
| 16   | Sacha Fenestraz        | 15  | 17  | 8   | 12  | NC  | Ret | 12  | 11  | 4   | 19  | 4   | 15  | 10  | 16  | Ret | 15  | 32  |
| 17   | Dan Ticktum            | 17  | 14  | 10  | Ret | 6   | 17  | Ret | 10  | 6   | 13  | 11  | 13  | 13  | 9   | 7   | 9   | 28  |
| 18   | André Lotterer         | 4   | 9   | 12  | 9   | 9   | 12  | 8   | 21  | Ret |     |     | 19  | Ret | Ret | 13  | 21  | 23  |
| 19   | Nico Müller            | 14  | Ret | Ret | 11  | WD  | Ret | 15  | 9   | Ret | 11  | 12  | Ret | 6   | 10  | Ret | 8   | 15  |
| 20   | Sérgio Sette Câmara    | 16  | 15  | 17  | 5   | 12  | 16  | 16  | 15  | 14  | 17  | DNS | 16  | 8   | Ret | DSQ | 13  | 14  |
| 21   | Oliver Rowland         | 13  | 19  | Ret | 6   | WD  | 15  | 10  | 14  | Ret |     |     |     |     |     |     |     | 9   |
| 22   | Robin Frijns           | Ret |     |     |     |     | 14  | 14  | 17  | 13  | 9   | 13  | 10  | Ret | Ret | Ret | 17  | 6   |
| 23   | Roberto Merhi          |     |     |     |     |     |     |     |     |     | 18  | 17  | Ret | 12  | Ret | 15  | 20  | 0   |
| 24   | Kelvin van der Linde   |     | 16  | 18  | Ret | WD  |     |     |     |     |     |     |     |     |     |     |     | 0   |
| 25   | David Beckmann         |     |     |     |     |     |     |     |     |     | 16  | Ret |     |     |     |     |     | 0   |
| Poř. | Jezdec                 | MEX | DRH | DRH | HYD | CPT | SPL | BER | BER | MCO | JAK | JAK | PRT | RME | RME | LDN | LDN | Pts |

| Legenda k tabulce | Legenda k tabulce                                                                       |
| Barva             | Výsledek                                                                                |
| ----------------- | --------------------------------------------------------------------------------------- |
| Zlatá             | Vítěz                                                                                   |
| Stříbrná          | 2. místo                                                                                |
| Bronzová          | 3. místo                                                                                |
| Zelená            | Bodované umístění                                                                       |
| Modrá             | Nebodované umístění                                                                     |
| Modrá             | Dokončil neklasifikován (NC)                                                            |
| Fialová           | Odstoupil (Ret)                                                                         |
| Červená           | Nekvalifikoval se (DNQ)                                                                 |
| Červená           | Nepředkvalifikoval se (DNPQ)                                                            |
| Černá             | Diskvalifikován (DSQ)                                                                   |
| Bílá              | Nestartoval (DNS)                                                                       |
| Bílá              | Závod zrušen (C)                                                                        |
| Světle modrá      | Pouze trénoval (PO)                                                                     |
| Světle modrá      | Páteční testovací jezdec (TD)                                                           |
| Bez barvy         | Netrénoval (DNP)                                                                        |
| Bez barvy         | Vyřazen (EX)                                                                            |
| Bez barvy         | Nepřijel (DNA)                                                                          |
| Bez barvy         | Odvolal účast (WD)                                                                      |
| Bez barvy         | Nezúčastnil se (prázdné)                                                                |
| Označení          | Význam                                                                                  |
| Tučnost           | Pole position                                                                           |
| Kurzíva           | Nejrychlejší kolo                                                                       |
| †                 | Jezdec nedojel do cíle, ale byl klasifikován, protože odjel více než 90 % délky závodu. |
| ‡                 | Byl udělován poloviční počet bodů, protože bylo odjeto méně než 75 % délky závodu.      |
| Horní index       | Umístění bodujících jezdců ve sprintu                                                   |

### Pořadí týmů
| Poř. | Tým                              | No. | MEX | DRH | DRH | HYD | CPT | SPL | BER | BER | MCO | JAK | JAK | PRT | RME | RME | LDN | LDN | Pts |
| ---- | -------------------------------- | --- | --- | --- | --- | --- | --- | --- | --- | --- | --- | --- | --- | --- | --- | --- | --- | --- | --- |
| 1    | Envision Racing                  | 16  | 6   | 4   | 6   | 15  | 5   | 10  | 4   | 20  | 8   | 20  | 10  | 5   | Ret | 5   | 3   | 6   | 304 |
| 1    | Envision Racing                  | 37  | 9   | 6   | 13  | 2   | 3   | 2   | 5   | 1   | 1   | 7   | 18  | 1   | 2   | 14  | Ret | 1   | 304 |
| 2    | Jaguar TCS Racing                | 9   | 8   | 10  | 7   | Ret | 11  | 1   | 1   | 4   | 2   | Ret | 3   | 4   | 1   | Ret | 1   | 2   | 292 |
| 2    | Jaguar TCS Racing                | 10  | Ret | 3   | 4   | Ret | DNS | 3   | 2   | 19  | 16  | 21  | DNS | 17  | Ret | 3   | 4   | 7   | 292 |
| 3    | Avalanche Andretti Formula E     | 27  | 1   | 2   | 2   | 16  | 13  | Ret | 18  | 2   | 3   | 2   | 2   | 2   | 4   | 1   | 2   | 3   | 252 |
| 3    | Avalanche Andretti Formula E     | 36  | 4   | 9   | 12  | 9   | 9   | 12  | 8   | 21  | Ret | 16  | Ret | 19  | Ret | Ret | 13  | 21  | 252 |
| 4    | TAG Heuer Porsche Formula E Team | 13  | 7   | 18  | 11  | 3   | 1   | 4   | Ret | 5   | 15  | 8   | 7   | 3   | Ret | 12  | 16  | 16  | 242 |
| 4    | TAG Heuer Porsche Formula E Team | 94  | 2   | 1   | 1   | 4   | Ret | 7   | 6   | 7   | 10  | 1   | 6   | 8   | 9   | 7   | 9   | 10  | 242 |
| 5    | DS Penske                        | 1   | 10  | 11  | 20  | 8   | 7   | 6   | Ret | 8   | 9   | 4   | 9   | 12  | 11  | 8   | 11  | 5   | 163 |
| 5    | DS Penske                        | 25  | 12  | 7   | 16  | 1   | 2   | 5   | 7   | 3   | 7   | 5   | 16  | 11  | 5   | 15  | Ret | 22  | 163 |
| 6    | Maserati MSG Racing              | 7   | 11  | WD  | 19  | 13  | Ret | 11  | 3   | 6   | Ret | 3   | 1   | 6   | 3   | 6   | 12  | 14  | 140 |
| 6    | Maserati MSG Racing              | 48  | Ret | Ret | 9   | 10  | Ret | Ret | 9   | Ret | 11  | 6   | 8   | Ret | Ret | 4   | 5   | 11  | 140 |
| 7    | Nissan Formula E Team            | 17  | Ret | 12  | 14  | 7   | 8   | Ret | 13  | 16  | 18  | 12  | 5   | 9   | 7   | 2   | 8   | 4   | 95  |
| 7    | Nissan Formula E Team            | 23  | 15  | 17  | 8   | 12  | NC  | Ret | 12  | 11  | 4   | 19  | 4   | 15  | 10  | 16  | Ret | 15  | 95  |
| 8    | NEOM McLaren Formula E Team      | 5   | 5   | 8   | 5   | Ret | 10  | 8   | Ret | 18  | 5   | 10  | Ret | 18  | DNS | 11  | 10  | 19  | 88  |
| 8    | NEOM McLaren Formula E Team      | 58  | Ret | 5   | 3   | Ret | 4   | 9   | 17  | 13  | 17  | 15  | 15  | 14  | Ret | 13  | 14  | 12  | 88  |
| 9    | NIO 333 Racing                   | 3   | 16  | 15  | 17  | 5   | 12  | 16  | 16  | 15  | 14  | 17  | DNS | 16  | 8   | Ret | DSQ | 13  | 42  |
| 9    | NIO 333 Racing                   | 33  | 17  | 14  | 10  | Ret | 6   | 17  | Ret | 10  | 6   | 13  | 11  | 13  | 13  | 9   | 7   | 9   | 42  |
| 10   | Mahindra Racing                  | 8   | 13  | 19  | Ret | 6   | WD  | 15  | 10  | 14  | Ret | 18  | 17  | Ret | 12  | Ret | 15  | 20  | 41  |
| 10   | Mahindra Racing                  | 11  | 3   | 13  | 15  | 14  | WD  | 13  | 11  | 12  | 12  | 14  | 14  | 7   | Ret | Ret | 6   | 18  | 41  |
| 11   | ABT CUPRA Formula E Team         | 4   | Ret | 16  | 18  | Ret | WD  | 14  | 14  | 17  | 13  | 9   | 13  | 10  | Ret | Ret | Ret | 17  | 21  |
| 11   | ABT CUPRA Formula E Team         | 51  | 14  | Ret | Ret | 11  | WD  | Ret | 15  | 9   | Ret | 11  | 12  | Ret | 6   | 10  | Ret | 8   | 21  |
| Poř. | Tým                              | No. | MEX | DRH | DRH | HYD | CPT | SPL | BER | BER | MCO | JAK | JAK | PRT | RME | RME | LDN | LDN | Pts |

| Legenda k tabulce | Legenda k tabulce                                                                       |
| Barva             | Výsledek                                                                                |
| ----------------- | --------------------------------------------------------------------------------------- |
| Zlatá             | Vítěz                                                                                   |
| Stříbrná          | 2. místo                                                                                |
| Bronzová          | 3. místo                                                                                |
| Zelená            | Bodované umístění                                                                       |
| Modrá             | Nebodované umístění                                                                     |
| Modrá             | Dokončil neklasifikován (NC)                                                            |
| Fialová           | Odstoupil (Ret)                                                                         |
| Červená           | Nekvalifikoval se (DNQ)                                                                 |
| Červená           | Nepředkvalifikoval se (DNPQ)                                                            |
| Černá             | Diskvalifikován (DSQ)                                                                   |
| Bílá              | Nestartoval (DNS)                                                                       |
| Bílá              | Závod zrušen (C)                                                                        |
| Světle modrá      | Pouze trénoval (PO)                                                                     |
| Světle modrá      | Páteční testovací jezdec (TD)                                                           |
| Bez barvy         | Netrénoval (DNP)                                                                        |
| Bez barvy         | Vyřazen (EX)                                                                            |
| Bez barvy         | Nepřijel (DNA)                                                                          |
| Bez barvy         | Odvolal účast (WD)                                                                      |
| Bez barvy         | Nezúčastnil se (prázdné)                                                                |
| Označení          | Význam                                                                                  |
| Tučnost           | Pole position                                                                           |
| Kurzíva           | Nejrychlejší kolo                                                                       |
| †                 | Jezdec nedojel do cíle, ale byl klasifikován, protože odjel více než 90 % délky závodu. |
| ‡                 | Byl udělován poloviční počet bodů, protože bylo odjeto méně než 75 % délky závodu.      |
| Horní index       | Umístění bodujících jezdců ve sprintu                                                   |